# François Blaizot
Pour les articles homonymes, voir Blaizot.
François Blaizot, né le 21 septembre 1923 à Mauvezin (Gers) et décédé le 17 juillet 2007 à Meudon (Hauts-de-Seine), ingénieur général du génie rural, est un homme politique français, sénateur de la Charente-Maritime de 1989 à 1998.

## Carrière professionnelle
Ingénieur du génie rural, il est successivement en poste à La Rochelle (Charente-Maritime), à Saint-Brieuc (Côtes-d'Armor), en Corse. De 1959 à 1961, il est directeur de la mise en valeur à la Compagnie d'aménagement du Bas-Rhône et du Languedoc.
Nommé chef du service de l'aménagement rural au ministère de l'Agriculture en 1962, il devient
directeur des aménagements ruraux en 1969.
En 1967, il retrouve la Compagnie d'aménagement du Bas-Rhône et du Languedoc en tant que commissaire du gouvernement.
Il est nommé vice-président de la commission de l'eau pour le VIe Plan en 1969, directeur de l'aménagement rural et des structures en 1970, directeur de l'École nationale du génie rural, des eaux et des forêts en 1973.
En 1974, il devient directeur du cabinet des ministres de l'Agriculture et du Développement rural  : Raymond Marcellin puis Christian Bonnet.
De 1976 à 1978, il est président de la mission interministérielle pour l'aménagement et l'équipement de la Corse, délégué au développement économique. Il préside le conseil d'administration de l'Agence financière de Bassin Rhône-Méditerranée-Corse à partir de 1977.
Chargé de mission « énergie » au ministère de l'Agriculture de 1979 à 1982, il préside ensuite le conseil d'administration du Centre national du machinisme agricole, du génie rural, des eaux et des forêts (1981-1982)

## Carrière politique
Candidat malheureux aux élections législatives de mars 1973 dans la 1re circonscription de Charente-Maritime, face à Michel Crépeau, battu également aux élections cantonales de septembre 1973 dans le 2e canton de La Rochelle, il est élu conseiller général (CDS) du canton d'Ars-en-Ré en mars 1976, face au candidat socialiste Jean Goumard. 
Réélu en 1982 et en 1988, il accède à la présidence du conseil général en 1985 : la majorité des cantons du département ayant basculé à droite, le président sortant (MRG) Josy Moinet lui cède la place.  François Blaizot préside l'assemblée départementale jusqu'en 1994 : il ne se représente pas, et c'est Claude Belot qui lui succède alors.
En 1977, la liste à laquelle il participe échoue aux élections municipales à La Rochelle.
En juin 1981, à nouveau candidat (CDS) aux élections législatives, il est largement battu au second tour par Michel Crépeau.
Candidat (CDS) une première fois aux élections sénatoriales de 1980, il est élu sénateur (Union centriste) de la Charente-Maritime en 1989. Il ne se représente pas au terme de ce mandat en 1998. 
Il s'associe avec Jacques Antoine à la fin des années 1980 pour la création du jeu Les Clés de Fort Boyard, afin de rénover le fort Boyard, abandonné depuis plus de 70 ans, et faire connaitre le département à travers le monde. 
En 1995, il échoue à se faire élire maire de Saint-Jean-d'Angély face au socialiste Jean Combes. 
Au Sénat, il est membre du Groupe de l'Union Centriste, et il siège à la commission des lois constitutionnelles, de législation, du suffrage universel, du règlement et d'administration générale

## Mandats
- Conseiller général d'Ars-en-Ré (1976-1994)
- Président du conseil général de la Charente-Maritime (1985-1994)
- Conseiller régional de Poitou-Charentes (1985-1989)
- Sénateur de la Charente-Maritime (24/09/1989-27/09/1998)
- Conseiller municipal (opposition) de Saint-Jean-d'Angély (1995-1998)

## Œuvres
- François Blaizot, Le langage des institutions politiques, Poitiers, Méthodes et stratégies, coll. « Connaître et parler », 1995, 107 p. (ISBN 2-910210-59-6).
- François Blaizot et Michel Dreyfus-Schmidt, Saint-Barthélémy et Saint-Martin : deux îles françaises dans la Caraïbe - rapport d'information, Paris, Direction des journaux officiels, coll. « Les rapports du sénat », 1997 (ISBN 2-11-101216-5).

## Distinctions
- Commandeur de la Légion d'honneur
- Officier de l'ordre national du Mérite
- Commandeur de l'ordre du Mérite agricole